# مليكة
مليكة هي إحدى مدن وادي ميزاب، تقع بالقرب من غرداية شمال الصحراء الجزائرية جنوب مدينة الجزائر، ادرجت كموقع تراث عالمي من قبل اليونسكو.

## التسمية:
التسمية الاصية الامازيغية "آت مليشت " نسبة للملك مليكش

## جغرافيا
مليكة هي واحدة من مدن بنتابوليس (خمس مدن) من وادي ميزاب، وهي مبنية على هضبة تطل على الضفة اليسرى لوادي ميزاب. وتقع على مسافة متساوية بين غرداية وبني يزقن. كانت تحتوي على بستان نخيل لكنه اختفى تمامًا بعد تمدين الوادي.

## تاريخ
تأسست مليكة في 1124، من قبل لاجئين إباضيين من تاهرت، بعد تدمير مملكة رستميون على يد الفاطميين في القرن العاشر، وتعتبر مدينة ميزاب مدينة مقدسة. وحوالي 1250-1251، رحبت المدينة بسكان بنورة بعد صراع أدى إلى تدميرها. وفي عام 1317، أبرم شيخ إباضي من مليكة اتفاقًا مع شيخ الشعانبة من متليلي من أجل التأسيس المشترك بين المدينتين لتعزيز التعاون بين سكان البلدة والبدو.

## آثار

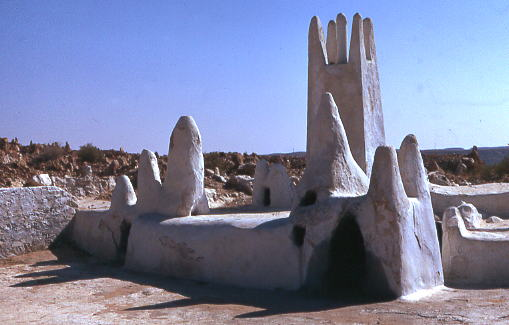
مليكة ضريح الشيخ سيدي عيسى

أدرجت المدينة وبقية وادي ميزاب كمواقع للتراث العالمي من قبل اليونسكو منذ عام 1982، من بين القطاعات المحمية، قصر مليكة. ومليكة نسخة مصغرة من غرداية، كانت في يوم من الأيام مدينة ميزاب المقدسة، وهي موطن لمقابر سيدي عيسى وعائلته، وهو قديس ذو مكانة محترمة في المنطقة.